# Marketfield Street
Marketfield Street (en español: Calle Marketfield) es un callejón de un solo sentido y una cuadra de largo en el Distrito Financiero de Manhattan, Nueva York.  La calle empieza en la vereda sur de Beaver Street, avanza unos metros en dirección sur y luego dobla en un ángulo recto hacia el este, terminando en Broad Street. Otros nombres alternativos utilizados en el pasado incluyeron Exchange Street, Field Street, Fieldmarket Street, Oblique Road y Petticoat Lane.
El nombre Marketfield Street es una traducción del neerlandés. La calle originalmente dirigía al mercado de ganado vivo neerlandés, Marcktveldt, ubicado cerca de donde hoy está Battery Park, que entonces se ubicaba fuera de las murallas de la ciudad.  El mercado operó de 1638 a 1647. En 1641, el Gobernador general de Nuevos Países Bajos, Willem Kieft, abrió el primer mercado de ganado de la colonia ahí.
Para 1680, en esa calle vivía principalmente gente pobre. En 1688, la primera iglesia hugonote francesa fue construida ahí.
En septiembre de 1776, Marketfield Street fue parte del área devastada por el Gran incendio de Nueva York, que destruyó toda la punta sudoeste de Manhattan. En 1821, un huracán golpeó la Costa Este, destruyendo el puerto de la calle. En 1821, Marketfield Street, que se asomaba al río Hudson, tuvo un único nombre en todo su recorrido, pero, para los años 1830, la calle fue renombrada como "Battery Place" entre Bowling Green y el río Hudson. La construcción en 1882 de la New York City Produce Exchange demolió la cuadra de la calle que contenía la iglesia francesa.
El Edificio American Bank Note Company en el 70 Broad Street, entre Marketfield y Beaver Street, fue erigido en 1908 como la sede principal de la American Bank Note Company.